# Jal'čiki
Jal'čiki (in russo Яльчики?; in ciuvascio: Елчĕк) è un villaggio della Russia europea centrale, capoluogo del distretto Jal'čikskij nella Repubblica dei Ciuvasci. Aveva una popolazione di 2705 abitanti nel 2012. Si trova 140 chilometri a sud-est di Čeboksary